# Пармелі (Південна Дакота)
Пармелі (англ. Parmelee) — переписна місцевість (CDP) в США, в окрузі Тодд штату Південна Дакота. Населення — 606 осіб (2020).

## Географія
Пармелі розташоване за координатами 43°19′26″ пн. ш. 101°2′41″ зх. д. / 43.32389° пн. ш. 101.04472° зх. д. (43.323903, -101.044827).  За даними Бюро перепису населення США в 2010 році переписна місцевість мала площу 15,01 км², з яких 14,80 км² — суходіл та 0,21 км² — водойми.

## Демографія
Згідно з переписом 2010 року, у переписній місцевості мешкали 562 особи в 150 домогосподарствах у складі 119 родин. Густота населення становила 37 осіб/км².  Було 167 помешкань (11/км²).
Расовий склад населення:
| - 98,4 % — корінних американців - 1,1 % — білих |

До двох чи більше рас належало 0,0 %. Частка іспаномовних становила 0,9 % від усіх жителів.
За віковим діапазоном населення розподілялося таким чином: 45,2 % — особи молодші 18 років, 49,8 % — особи у віці 18—64 років, 5,0 % — особи у віці 65 років та старші. Медіана віку мешканця становила 20,5 року. На 100 осіб жіночої статі у переписній місцевості припадало 86,7 чоловіків;  на 100 жінок у віці від 18 років та старших — 85,5 чоловіків також старших 18 років.
Середній дохід на одне домашнє господарство  становив 32 998 доларів США (медіана — 24 861), а середній дохід на одну сім'ю — 35 970 доларів (медіана — 26 250). За межею бідності перебувало 42,6 % осіб, у тому числі 39,9 % дітей у віці до 18 років та 0,0 % осіб у віці 65 років та старших.
Цивільне працевлаштоване населення становило 164 особи. Основні галузі зайнятості: освіта, охорона здоров'я та соціальна допомога — 22,6 %, публічна адміністрація — 22,0 %, мистецтво, розваги та відпочинок — 19,5 %.